# 東光台 (つくば市)
東光台（とうこうだい）は、茨城県つくば市にある地名。現行行政地名は東光台一丁目から五丁目。郵便番号は300-2635。

## 概要
つくば市中部に位置し、筑波研究学園都市周辺開発地区に位置する。全域が「豊里町東部土地区画整理組合」により1979年（昭和53年）から1983年（昭和57年）に開発された、開発総面積89,000m2の「東光台研究団地」である。一丁目〜四丁目は住宅地、五丁目は工業地域であり、二丁目にはバッハの森コミュニティセンター、五丁目には東光台体育館、東光台運動公園のほか、薬品、半導体、真空技術、セラミックス、コンピュータ、バイオの基礎研究に関する多数の研究・工業施設がある。
東は遠東（とおひがし）・中東原新田、西は酒丸・土田、南は面野井（おものい）、北は酒丸と接している。
また、東は研究学園とほぼ隣接している。

### 地価
住宅地の地価は、2014年（平成26年）1月1日の公示地価によれば、東光台3丁目6番7の地点で4万3900円/m2となっている。

## 沿革
- 1981年（昭和56年） - 土地区画整理事業により成立。筑波郡豊里町東光台となる[3]。
- 1987年（昭和62年）11月30日 - 市町村合併により、つくば市東光台となる。

### 町名の変遷
| 実施後       | 実施年月日         | 実施前（各町名ともその一部）             |
| ------------ | ------------------ | ---------------------------------------- |
| 東光台一丁目 | 1981年（昭和56年） | 筑波郡豊里町遠東・酒丸・中東原新田・土田 |
| 東光台二丁目 | 1981年（昭和56年） | 筑波郡豊里町遠東・酒丸・中東原新田・土田 |
| 東光台三丁目 | 1981年（昭和56年） | 筑波郡豊里町遠東・酒丸・中東原新田・土田 |
| 東光台四丁目 | 1981年（昭和56年） | 筑波郡豊里町遠東・酒丸・中東原新田・土田 |
| 東光台五丁目 | 1981年（昭和56年） | 筑波郡豊里町遠東・酒丸・中東原新田・土田 |

## 世帯数と人口
2017年（平成29年）8月1日現在の世帯数と人口は以下の通りである。
| 丁目        | 世帯数    | 人口    |
| ----------- | --------- | ------- |
| 東光台1丁目 | 363世帯   | 839人   |
| 東光台2丁目 | 350世帯   | 768人   |
| 東光台3丁目 | 203世帯   | 445人   |
| 東光台4丁目 | 173世帯   | 357人   |
| 東光台5丁目 | 18世帯    | 30人    |
| 計          | 1,107世帯 | 2,439人 |

## 小・中学校の学区
市立小・中学校に通う場合、東光台全域が沼崎小学校、豊里中学校となる。

## 施設
二丁目
- バッハの森コミュニティセンター

五丁目
- 東光台体育館
- 東光台運動公園
- アステラス製薬つくばバイオ研究センター[6]
- エーザイ筑波研究所[7]
- オリエンタルモーターつくば事業所[8]
- 浜松ホトニクス中央研究所 筑波研究センター[9]